# Brèves Rencontres (film, 1967)
Cet article concerne le film de Kira Mouratova réalisé en 1967. Pour le film réalisé en 1945 par David Lean, voir Brève Rencontre. Pour l'album de Jacques Dutronc, voir Brèves Rencontres.
Pour plus de détails, voir Fiche technique et Distribution.
Brèves Rencontres (en russe Короткие встречи, Korotkie vstrechi) est un film soviétique réalisé en 1967 par Kira Mouratova. Cette fiction de 96 minutes est le premier film significatif de la réalisatrice. S'attaquant ouvertement à la bureaucratie soviétique, le film est peu apprécié par la censure soviétique. Ce film a été produit par le Studio d'Odessa.

## Synopsis
Valentina est responsable du logement dans une petite ville. Confrontée à l'impatience des postulants pour un logement et à la corruption des constructeurs, elle a un amant, Maxime, qui est surtout soucieux de sa propre liberté. Sa femme de ménage, plus jeune qu'elle, a également eu pour amant Maxime...

## Fiche technique
- Titre français : Brèves Rencontres
- Titre original : Короткие встречи (Korotkie vstrechi)
- Réalisation : Kira Mouratova
- Production : Studio d'Odessa
- Pays d'origine : URSS
- Format : noir et blanc
- Durée : 96 minutes
- Vie du film : Peu apprécié par la censure soviétique, le film connait une distribution limitée à sa sortie. Il connait une nouvelle vie en 1988, année où Nina Rouslanova, actrice du film, est distinguée d'un Nika.

## Distribution
- Nina Rouslanova : Nadia
- Vladimir Vyssotski : Maxime
- Kira Mouratova : Valentina Ivanovna, femme de Maxime
- Lydia Bazilskaïa : Lioubka
- Olga Vikland (ru) : coiffeuse
- Alekseï Glazyrine : Semion Semionovitch, le géologue
- Valery Issakov (ru) : Stiopa, le buffetier
- Svetlana Nemoliaeva : Lelia, spécialiste en manucure
- Lioudmila Ivanova : Lydia Sergueïevna, la voisine
- Tatiana Midnaïa
- Kirill Marintchenko